# Dysdera deserticola
Dysdera deserticola este o specie de păianjeni din genul Dysdera, familia Dysderidae, descrisă de Simon, 1910.
Este endemică în Algeria. Conform Catalogue of Life specia Dysdera deserticola nu are subspecii cunoscute.